# Темнолесский сельсовет (Ставропольский край)
Темнолесский сельсовет — упразднённое сельское поселение в Шпаковском районе Ставропольского края России.
Административный центр — станица Темнолесская.

## Символика
17 марта 2006 года утверждены герб и флага сельсовета.

## История
В 1924 году образовался Темнолесский сельсовет с центром в станице Темнолесской.
По данным на 17 декабря 1926 года, входил в состав Невинномысского района Армавирского округа Северо-Кавказского края:62—63.
Постановлением президиума ВЦИК от 27 августа 1928 года передан из Невинномысского района Армавирского округа в состав Ставропольского района Ставропольского округа Северо-Кавказского края.
Указом Президиума Верховного совета РСФСР от 18.06.1954 г. и решением Ворошиловского райсовета от 23.06.1954 г. № 20 Темнолесский и Калюженский сельсоветы объединены в один Темнолесский сельсовет с центром в станице Темнолесской.
По состоянию на 1 марта 1966 года в состав сельсовета входили населённые пункты: станица Темнолесская (центр); хутора Весёлый, Калюжный, Липовчанский:27—28.
Статус и границы сельского поселения были установлены Законом Ставропольского края от 4 октября 2004 г. № 88-КЗ «О наделении муниципальных образований Ставропольского края статусом городского, сельского поселения, городского округа, муниципального района».
16 марта 2020 года упразднён. Территория включена в Шпаковский муниципальный округ.

## Население
| 1989  | 2002  | 2010  | 2011  | 2012  | 2013  | 2014  |
| ----- | ----- | ----- | ----- | ----- | ----- | ----- |
| 2779  | ↗2944 | ↘2795 | ↗2797 | ↗2805 | ↗2819 | ↗2827 |
| 2015  | 2016  | 2017  | 2018  | 2019  | 2020  |       |
| ↘2825 | ↗2827 | ↘2807 | ↘2788 | ↘2781 | ↘2726 |       |

### Национальный состав
По итогам переписи населения 2010 года проживали следующие национальности (национальности менее 1 %, см. в сноске к строке «Другие»):
| Национальность | Численность | Процент |
| -------------- | ----------- | ------- |
| Русские        | 2134        | 76,35   |
| Армяне         | 338         | 12,09   |
| Даргинцы       | 79          | 2,83    |
| Кумыки         | 73          | 2,61    |
| Табасараны     | 44          | 1,57    |
| Украинцы       | 29          | 1,04    |
| Другие         | 98          | 3,51    |
| Итого          | 2795        | 100,00  |

## Состав сельского поселения
| № | Населённый пункт | Тип населённого пункта          | Население |
| - | ---------------- | ------------------------------- | --------- |
| 1 | Весёлый          | хутор                           | ↘19       |
| 2 | Калюжный         | хутор                           | ↘24       |
| 3 | Липовчанский     | хутор                           | ↘100      |
| 4 | Темнолесская     | станица, административный центр | ↘2572     |